# ハルトムート・ブリーゼニク

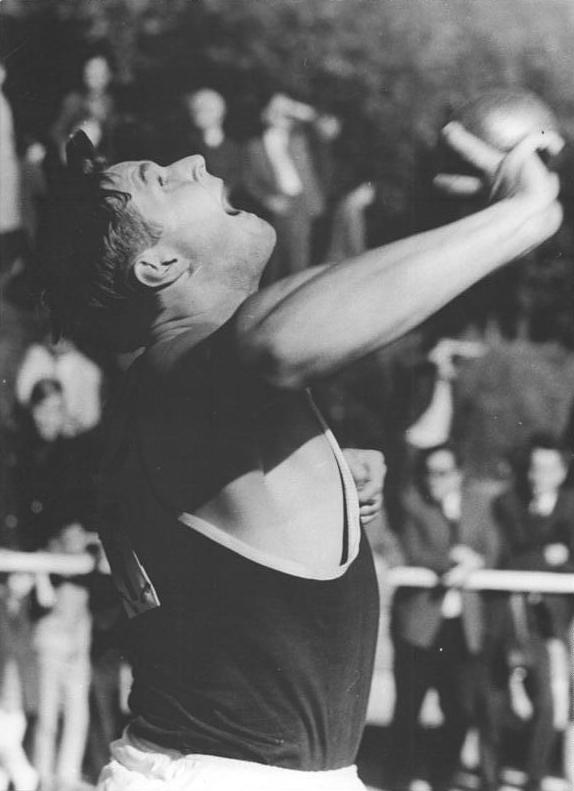
ハルトムート・ブリーゼニク(1970年ユニバーシアード)

ハルトムート・ブリーゼニク（Hartmut Briesenick、1949年3月7日 - 2013年3月8日）は、東ドイツ出身の陸上競技選手。砲丸投を専門とした選手で、1972年ミュンヘンオリンピックの銅メダリストである。出身地は現在のブランデンブルク州テルトー＝フレミング郡ルッケンヴァルデである。

## 経歴
ブリーゼニクは、SCディナモ・ベルリンで陸上をはじめ、1978年に現役を引退するまでに、ミュンヘンオリンピックでの銅メダルのほか、ヨーロッパ選手権2連覇を達成している。1984年に、1980年モスクワオリンピック女子砲丸投で金メダルを獲得したイローナ・スルピアネクと結婚。1990年のドイツ再統一後はスポーツ用品会社（アディダス）に就職した。
1972年ミュンヘンオリンピックの砲丸投は、1位から4位までが4cm以内という大混戦となり、ブリーゼニクの記録21m14は、4位のハンス＝ペーター・ギースと同記録であり、勝負を決めた2番目の記録もブリーゼニク21m02、ギース21m01と1cm差の大混戦であった。

## 自己ベスト
- 砲丸投 - 21m67 (1973年9月1日:ポツダム)

## 主な実績
| 年   | 大会                         | 場所                         | 種目   | 結果 | 記録  |
| ---- | ---------------------------- | ---------------------------- | ------ | ---- | ----- |
| 1968 | ヨーロッパジュニア陸上選手権 | ライプツィヒ(東ドイツ)       | 砲丸投 | 1位  | 18m71 |
| 1969 | ヨーロッパ室内陸上選手権     | ベオグラード(ユーゴスラビア) | 砲丸投 | 2位  | 19m19 |
| 1970 | ヨーロッパ室内陸上選手権     | ウィーン(オーストリア)       | 砲丸投 | 1位  | 20m22 |
| 1970 | ユニバーシアード             | トリノ(イタリア)             | 砲丸投 | 1位  | 19m97 |
| 1971 | ヨーロッパ室内陸上選手権     | ソフィア(ブルガリア)         | 砲丸投 | 1位  | 20m19 |
| 1971 | ヨーロッパ陸上選手権         | ヘルシンキ(フィンランド)     | 砲丸投 | 1位  | 21m08 |
| 1972 | ヨーロッパ室内陸上選手権     | グルノーブル(フランス)       | 砲丸投 | 1位  | 20m67 |
| 1972 | オリンピック                 | ミュンヘン(西ドイツ)         | 砲丸投 | 3位  | 21m14 |
| 1974 | ヨーロッパ陸上選手権         | ローマ(イタリア)             | 砲丸投 | 1位  | 20m50 |